# Jónas Elíasson
Jónas Elíasson ist ein isländischer Handballschiedsrichter.
Gemeinsam mit seinem Partner Anton Gylfi Pálsson bildet Jónas ein Schiedsrichtergespann. Zusammen leiteten sie unter anderem Spiele bei der Frauen-Weltmeisterschaft 2015 in Dänemark, beim olympischen Handballturnier 2016 in Rio de Janeiro, bei der Europameisterschaft 2020 in Norwegen, Österreich und Schweden, bei der Europameisterschaft 2022 in Ungarn und der Slowakei sowie bei der Europameisterschaft 2024 in Deutschland. Zudem sind sie regelmäßig in der EHF Champions League und in der EHF European League im Einsatz.